# Oratorio di Santa Maria Maddalena (Laigueglia)
L'oratorio di Santa Maria Maddalena è un luogo di culto cattolico situato nel comune di Laigueglia, in via Vincenzo Maglione, in provincia di Savona. La struttura costituisce un unico corpo con la vicina chiesa parrocchiale di San Matteo.

## Storia
L'edificio sorse probabilmente sul luogo di un preesistente luogo di culto che fu sede della cinquecentesca confraternita dei Disciplinanti, quest'ultima impegnata a Laigueglia nell'assistenza ai bisognosi, nelle varie opere di carità e nel suffragio dei defunti. Al priore, tra gli altri compiti di gestione della stessa, spettava inoltre il controllo e la regola della pesca, attività principale del borgo costiero.
Pressoché nulle sono le informazioni strutturali su questo edificio del Cinquecento, uno stabile quasi certamente dalle linee semplici ma che già in diverse visite pastorali nel corso del Seicento venne segnalato come fatiscente e meritevole di un restauro conservativo. Lavori che invece convinsero i confratelli ad abbattere il vecchio edificio e ad edificarne - sempre nel XVII secolo - uno nuovo, quello attualmente visibile. Il 22 luglio 1616, nella festività liturgica di santa Maria Maddalena, fu posta la prima pietra con un'opera di edificazione che complessivamente durò circa diciotto anni (1634).

## Descrizione
L'oratorio si presenta, di fatto, come un unico prolungamento della chiesa parrocchiale di San Matteo, allineato sull'asse dei bracci orizzontali. Di forma rettangolare con volta a botte lunettata e a navata unica, presenta finestre molto in alto per impedirne la visuale dall'esterno e una copertura in lastre d'ardesia dal colmo in coppi.
L'altare maggiore è opera di Dionisio Corte, realizzato tra il 1671 e il 1673.
Tra le opere all'interno vi sono una pala di Domenico Piola del 1674, raffigurante Santa Maria Maddalena nel deserto, una statua rappresentante Cristo morto e un altro dipinto, abbastanza deteriorato, con la Vergine fra san Pietro e sant'Antonio Abate. È inoltre presente un grande crocifisso del Seicento con ornamenti d'argento alle estremità dei bracci. Completano l'arredo dell'oratorio due file di panconi laterali del Seicento e una cantoria del Settecento.
Un restauro nel 2012 ha permesso la scoperta e relativa valorizzazione di un seicentesco affresco ritraente Santa Maria Maddalena, circondata da angeli, vegliante sul borgo di Laigueglia mentre dai torrioni cinquecenteschi viene salutato l'arrivo delle barche coralline.